# Lynxville
Lynxville és una població dels Estats Units a l'estat de Wisconsin. Segons el cens del 2000 tenia 176 habitants.

## Demografia
Segons el cens del 2000, Lynxville tenia 176 habitants, 76 habitatges, i 56 famílies. La densitat de població era de 48,9 habitants per km².
Dels 76 habitatges en un 22,4% hi vivien nens de menys de 18 anys, en un 57,9% hi vivien parelles casades, en un 13,2% dones solteres, i en un 26,3% no eren unitats familiars. En el 22,4% dels habitatges hi vivien persones soles el 7,9% de les quals corresponia a persones de 65 anys o més que vivien soles. El nombre mitjà de persones vivint en cada habitatge era de 2,32 i el nombre mitjà de persones que vivien en cada família era de 2,63.
Per edats la població es repartia de la següent manera: un 17,6% tenia menys de 18 anys, un 6,3% entre 18 i 24, un 26,1% entre 25 i 44, un 35,8% de 45 a 60 i un 14,2% 65 anys o més.
L'edat mediana era de 45 anys. Per cada 100 dones de 18 o més anys hi havia 98,6 homes.
La renda mediana per habitatge era de 30.833 $ i la renda mediana per família de 35.000 $. Els homes tenien una renda mediana de 17.083 $ mentre que les dones 18.333 $. La renda per capita de la població era de 14.979 $. Cap de les famílies i el 6,7% de la població estaven per davall del llindar de pobresa.

## Poblacions més properes
El següent diagrama mostra les poblacions més properes.